# Пантера (сторожевой корабль)
Пантера, с 1977 года Советский Туркменистан — сторожевой корабль проекта 50 Черноморского флота ВМФ СССР, Каспийской флотилии. Бортовые номера 724, 403.

## Служба
Сторожевой корабль «Пантера» проекта 50 был зачислен в списки кораблей ВМФ 5 декабря 1951 года и 21 февраля 1952 года заложен на стапеле судостроительного завода № 445 им. 61 коммунара в Николаеве (заводской номер № 1121). Спущен на воду 20 августа 1952 года, вступил в строй 21 мая 1954 года и 31 мая 1954 года включен в состав флота.
6-11 августа 1966 года нанес визит в Александрию (Египет). С 5 августа по 15 декабря 1970 года, находясь при несении боевой службы в зоне военных действий на Средиземном море, выполнял задачу по оказанию помощи вооруженным силам Египта.
В июне 1967 года в ходе поисковой операции КПУГ в составе СКР «Волк», СКР «Пантера» и СКР «Ворон» проекта 50, двух СКР проекта 35 и одного СКР проекта 159 обнаружила АПЛ США и осуществляла за ней слежение. Действия кораблей были оценены командованием ВМФ. КПУГ ОВРа был вручен приз Главнокомандующего ВМФ, а корабли награждены грамотами.
В 1970-х годах в составе 184-й бригады ОВР, базировавшимся в Потийской военно-морской базы. 
21 июня 1977 года был перечислен в состав Каспийской военной флотилии и летом 1977 года переведен по Волго-Донскому каналу из Азовского в Каспийское море. С 7 июля 1977 года переименован в «Советский Туркменистан». На 1981 год бортовой номер 403.
25 июня 1988 года исключен из состава ВМФ в связи со сдачей в ОФИ для разоружения, демонтажа и реализации, 1 октября 1988 года расформирован.

## Командиры
- капитан 3-го ранга Габуния
- капитан 3-го ранга Плавуцкий
- 1975 — капитан-лейтенант Бельды

## Примечание
1. ↑  На флоте серии неофициально называлась «полтинники» или «зверьки». Поскольку серия была большой названия вскоре перешли на птиц, а часть кораблей остались номерными.
2. 1 2 3 4  Сторожевой корабль "Пантера". Черноморский флот - информационный ресурс (2024). Дата обращения: 8 ноября 2024. Архивировано 13 ноября 2024 года.